# Campeonato Europeo de Gimnasia Artística de 1963
El V Campeonato Europeo de Gimnasia Artística se celebró en dos sedes distintas: el concurso masculino en Belgrado (Yugoslavia) y el concurso femenino en París (Francia) en el año 1963. El evento fue organizado por la Unión Europea de Gimnasia (UEG).

## Resultados

### Masculino
| Evento                 | Oro                                                                              | Plata                              | Bronce                                                    |
| ---------------------- | -------------------------------------------------------------------------------- | ---------------------------------- | --------------------------------------------------------- |
| Concurso completo ind. | Miroslav Cerar Yugoslavia                                                        | Boris Shajlin Unión Soviética      | Valeri Kerdemilidi Unión Soviética                        |
| Suelo                  | Franco Menichelli · Italia ·                                                     | Valeri Kerdemilidi Unión Soviética | Miroslav Cerar Yugoslavia                                 |
| Caballo con arcos      | Miroslav Cerar Yugoslavia                                                        | Valeri Kerdemilidi Unión Soviética | Boris Shajlin Unión Soviética                             |
| Anillas                | Miroslav Cerar Yugoslavia Boris Shajlin Unión Soviética Velik Kapsachov Bulgaria |                                    |                                                           |
| Salto de potro         | Přemysl Krbec Checoslovaquia                                                     | Miroslav Cerar Yugoslavia          | Valeri Kerdemilidi Unión Soviética Martin Šrot Yugoslavia |
| Paralelas              | Giovanni Carminucci · Italia ·                                                   | Boris Shajlin Unión Soviética      | Franco Menichelli · Italia ·                              |
| Barra fija             | Miroslav Cerar Yugoslavia Boris Shajlin Unión Soviética                          |                                    | Valeri Kerdemilidi Unión Soviética                        |

### Femenino
| Evento                 | Oro                          | Plata                        | Bronce                           |
| ---------------------- | ---------------------------- | ---------------------------- | -------------------------------- |
| Concurso completo ind. | Mirjana Bilić Yugoslavia     | Solveig Egman · Suecia ·     | Eva Rydell · Suecia ·            |
| Salto de potro         | Solveig Egman · Suecia ·     | Thea Belmer · Países Bajos · | Jamine Wierstra · Países Bajos · |
| Barras asimétricas     | Thea Belmer · Países Bajos · | Tereza Kosić Yugoslavia      | Solveig Egman · Suecia ·         |
| Barra                  | Eva Rydell · Suecia ·        | Mirjana Bilić Yugoslavia     | Tereza Kosić Yugoslavia          |
| Suelo                  | Mirjana Bilić Yugoslavia     | Solveig Egman · Suecia ·     | Tereza Kosić Yugoslavia          |

## Medallero
| Núm. | País           | Oro | Plata | Bronce | Total |
| ---- | -------------- | --- | ----- | ------ | ----- |
| 1    | Yugoslavia     | 6   | 3     | 4      | 13    |
| 2    | URSS           | 2   | 4     | 4      | 10    |
| 3    | Suecia         | 2   | 2     | 2      | 6     |
| 4    | Italia         | 2   | 0     | 1      | 3     |
| 5    | Países Bajos   | 1   | 1     | 1      | 3     |
| 6    | Bulgaria       | 1   | 0     | 0      | 1     |
| 6    | Checoslovaquia | 1   | 0     | 0      | 1     |
|      | TOTAL          | 15  | 10    | 12     | 37    |